# Orliczek bezostrogowy
Orliczek bezostrogowy (Semiaquilegia adoxoides) – gatunek roślin reprezentujący monotypowy rodzaj Semiaquilegia należący do rodziny jaskrowatych. Występuje w Chinach, Korei i Japonii. 

## Morfologia

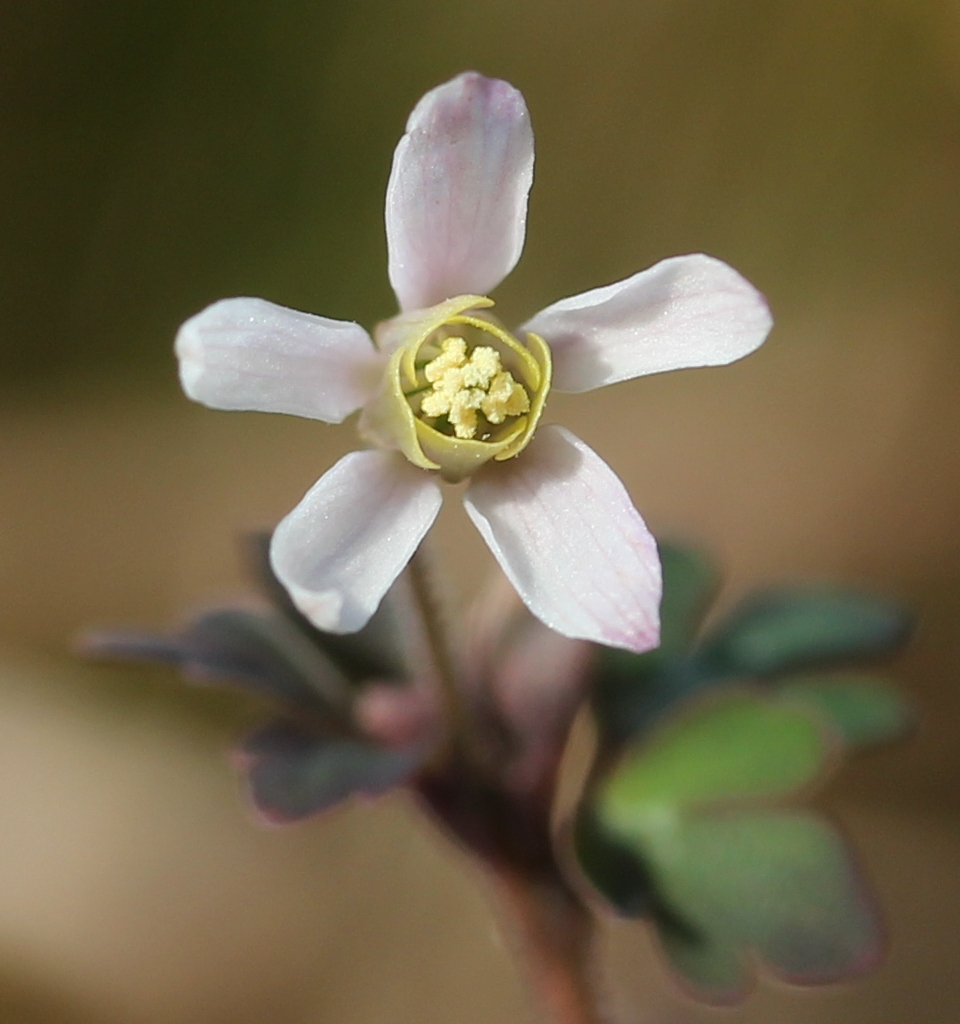

Byliny z bulwiastymi korzeniami. Liście odziomkowe i łodygowe, trójdzielnie złożone. Promieniste kwiaty skupione są po kilka w kwiatostan wsparty małymi podsadkami, niepodzielonymi lub trójdzielnymi. Okwiat pięciokrotny z dwoma okółkami listków. Pręcików jest od 8 do 14, mają nitkowate nitki i żółte pylniki. W kwiecie znajdują się dwa prątniczki. Słupki 3 lub 5. Owocem są mieszki. 

## Systematyka
Pozycja według APweb (aktualizowany system APG IV z 2016)
Gatunek z rodzaju Semiaquilegia Makino, Bot. Mag. (Tokyo) 16: 119. 1902 z podrodziny Thalictroideae Rafinesque, rodziny jaskrowatych (Ranunculaceae) z rzędu jaskrowców (Ranunculales), należących do kladu dwuliściennych właściwych (eudicots).